# Erakor Golden Star Football Club
O Erakor Golden Star Football Club é um clube de futebol sediado em Erakor, Éfaté, Vanuatu, mas com base em Port Vila. Foi fundado em 1926. Possui bom histórico na 1ª divisão, mas já foi rebaixado uma vez, como aconteceu na temporada 2008–09.
O Erakor possui parceria com o Malampa Revivors (clube local), para o qual fornece ajuda em vários assuntos financeiros e esportivos.

## Títulos
- PVFA Lik - Fes Divisen: 2011–12
- Independence Knock-out Cup: 2002
- Apco Coatings Cup: 2005